# Ур-Намму
Ур-Намму (шумерською «Той, що шанує Намму») — цар Уру, цар Шумеру та Аккаду, правив приблизно в 2112-2094 до н. е.. Ур-Намму був першим представником III династії Уру. Можливо, родич Утухенгаля або, у всякому разі, земляк (він зводив свою легендарну генеалогію до Гільгамеша). У ті роки, коли Утухенгаль іменувався царем Шумеру та Аккаду (бл. 2112-2104 до н. е.), Ур-Намму був його намісником (шаганою) в Урі. Зберігся напис, в якому він просить у богів довгого життя для свого сюзерена. Якщо вірити набагато пізнішій копії Хроніки царів Ура, переписаної учнем за часів селевкідського царя Антіоха II, яка до того ж дуже погано збереглася, Ур-Намму, можливо, був одружений з дочкою царя Утухенгаля, яка стала матір'ю його сина Шульгі.

## Цар Ура, цар Шумеру та Аккаду

Стародавнє Межиріччя

Після смерті Утухенгаля Ур-Намму перейняв владу над Межиріччям, зробив Ур столицею цього царства. На відміну від Утухенгаля, що спирався у своїх діях в основному на шумерів, Ур-Намму згуртував під своєю владою обидва народи, що населяли Південну Месопотамію, продовживши не лише шумерську, а й аккадську традицію. Про політичне кредо нового царя є можливим судити за його титулом — «цар Ура, цар Шумеру та Аккаду», який фігурує на печатках і в написах, виявлених у різноманітних містах, всюди, де Ур-Намму споруджував храми тих чи інших богів.
Ставши верховним правителем і, більше всього, пригадавши старі суперечки з приводу території, Ур-Намму негайно розправився з енсі Лагаша Наммахані, про що є згадка в пролозі до законів Ур-Намму: «Наммахані, енсі Лагаша воїстину він убив.» Саме ім'я лагашського правителя і його найближчих родичів стиралася з пам'ятників, а в «Царському списку», створеному, ймовірно, за Ур-Намму або за його сина Шульгі, Лагаш був виключений з тих міст Шумеру, де — нібито — перебувала в минулому «передвічна царственість». Уже в перший рік єдиновладдя Ур-Намму (на рік, коли «Цар Ур-Намму направив свої стопи знизу до верху», тобто від Перської затоки (і, можливо, до Середземного моря) намісником Ур-Намму в Лагаші був чиновник Ур-Аба. Інша формула датування Ур-Намму (теж одна з перших після встановлення його єдиновладдя) говорить «Син Ур-Намму був покликаний еном в Урук», а пролог до його законів згадує, що «кораблі Магану та Мелуххи повернуті в руки бога Нанни» — іншими словами, порт для індійської та аравійської торгівлі був перенесений з Лагаша назад в Ур.
Ур-Намму будував управління державою за прикладом Нарам-Сіна. Мабуть, уже в часи Ур-Намму енсі стають лише губернаторами, що призначаються царем. Виняток становили лише окраїнні землі, де зберігалися іноді місцеві урядові династії, хоча і підпорядковані Уру, а також священне місто Ніппур, де правили спадкові енсі.

## Будівельна діяльність Ур-Намму

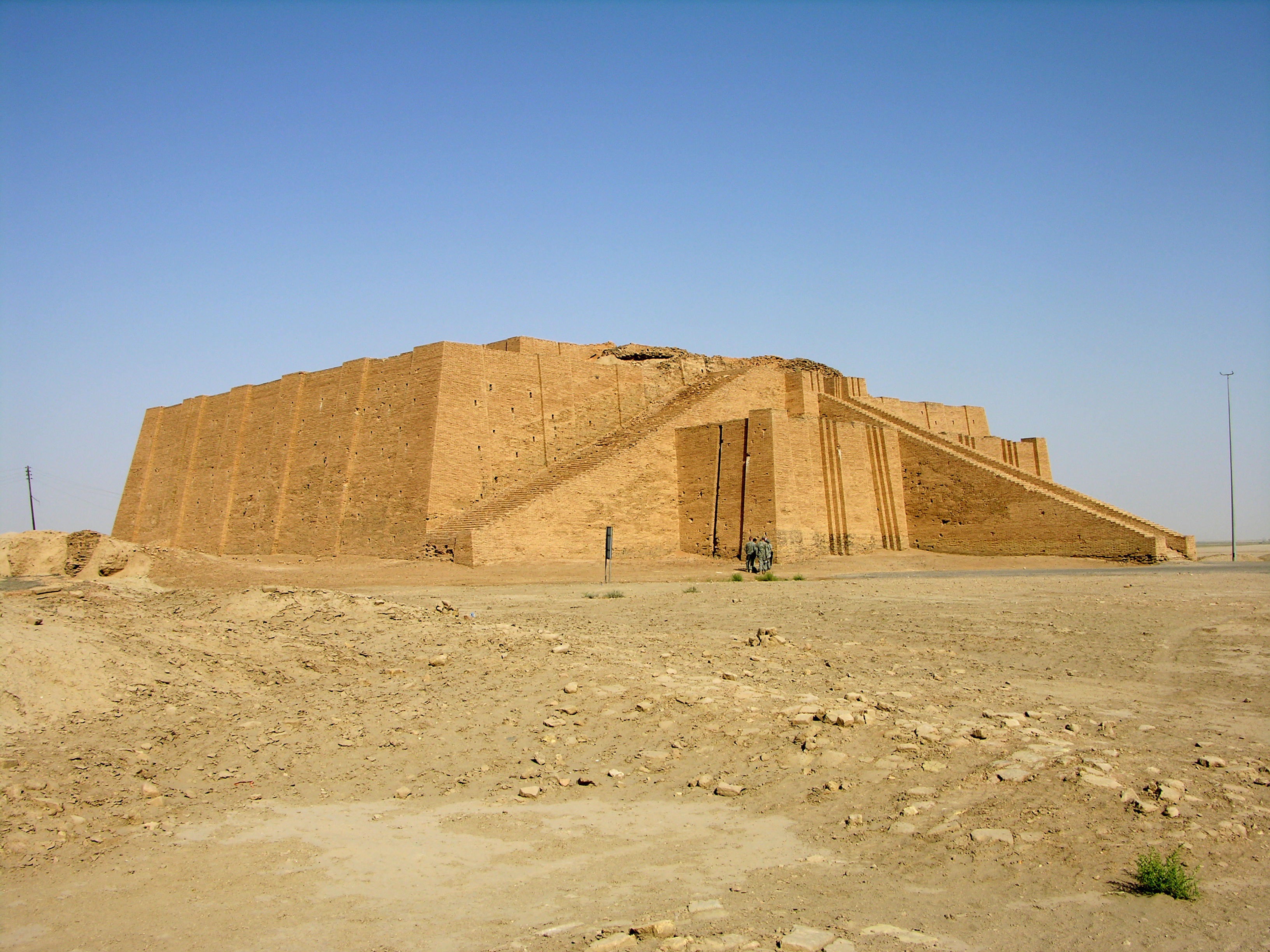
Зикурат в Урі

Ур-Намму вів широке будівництво. Він заново відбудував стіни міста Ура (про що оповідає його формула датування), імовірно зруйновані під час панування Гутіїв. Також він почав будувати знаменитий зикурат в Урі, але до завершення його будівництва не дожив. Він був добудований його сином Шульгі. Про це свідчить знайдений у його підніжжя закладний циліндр з написами останнього вавилонського царя, Набоніда, який свідчить: 
 «Я, Набонід, цар Вавилона … зикурат Егішшіргаль (тобто Егішнугаль-храм бога Нанни) в Урі, який цар Ур-Намму до мене будував, але до кінця не довів, Шульгі, його син, закінчив. З написів Ур-Намму і його сина Шульгі я дізнався, що Ур-Намму будував цей зикурат, але не довів будівництво до кінця і що Шульгі, його син, закінчив роботи. Тепер зикурат став старим. Над старим фундаментом, на якому будували Ур-Намму і його син Шульги, я спорудив зикурат, потужний, як у давні часи …» 
Зикурат вибудований з адобів (сирцевої цегли) і покритий зверху панциром з обпаленої цегли, скріпленої розчином бітуму. Товщина цегельного панцира — два з половиною метри. Підстава зикурат Ур-Намму — шістдесят на сорок п'ять метрів. Раніше він складався щонайменше з трьох ярусів, або поверхів, але вцілів лише перший і частина другого. Висота зикурату в 21 сторіччі — майже 18 метрів. Однак вся його величезна маса створює враження легкості і витонченості завдяки своїм досконалим пропорціям та злегка заокругленим лініям. Зикурат Ур-Намму — один з небагатьох уцілілих до сучасності свідків далекого минулого.
Знайдена при розкопках в Уруці кам'яна табличка, покладена в фундамент при закладанні храму, свідчить, що Ур-Намму спорудив храм Нанна в цьому місті: «У славу владики свого Нанна, найчарівнішого з синів Енліля, могутній муж Ур-Намму, правитель Урука, цар Ура, цар Шумеру та Аккаду, спорудив Етеменігуру, любий їм храм. „Про будівництво храму Нанни згадує і формула датування:“ Рік, в якому побудований храм Нанни»
Цеглини з печаткою Ур-Намму знайдені також в Еріду, Ніппурі та Уммі. Ереду, священне місто бога Енкі, цікавило його як один із головних релігійних центрів країни та як важливий морський порт. Канал від Ура до Ереду, виритий за наказом царя, служив не тільки для зрошення оброблюваних земель — це був найкоротший і найзручніший шлях, що з'єднує столицю з Перською затокою. У Ніппурі Ур-Намму починає роботи з відновлення Екуру, храму верховного бога шумерського пантеону Енліля («Рік, в якому був побудований храм Енліля»). Не була забута і Нінліль, божественна дружина Енліля («Рік, в якому виготовили колісницю Нінліль»). Цим він забезпечує собі прихильність і підтримку вчених жерців. При Ур-Намму була відновлена стара іригаційна мережа, сильно запущена в роки правління гутіїв та їх ставлеників, а також був виритий цілий ряд нових зрошувальних каналів в Урі, Ніппурі, Ереду, Лагаші тощо.
Серед вмісту скриньки Ур-Намму в підніжжі храму Інанни в Ніппур була виявлена більш ніж тридцятисантиметрова статуетка людини, що несе кошик з будівельним матеріалом. На думку деяких учених, це зображення самого Ур-Намму, який, як і Гудеа, традиційно брав участь у будівництві храмів.

## Закони Ур-Намму

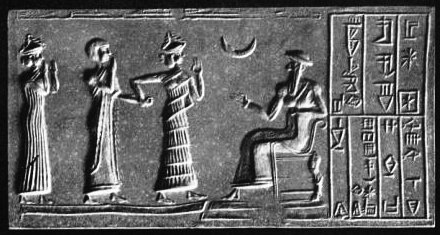
Циліндричний друк періоду III династії Ура зображає сидячого царя Ур-Намму, якому божество представляє одного з його вельмож. Напис говорить: «Ур-Намму, могутній герой, цар Ура, Хашхамер, енсі міста Ишкур-Син, його слуга»

Ур-Намму видав судебник, від якого збереглися лише фрагменти. Щоправда, деякі історики відносять складання цього законодавства до часу правління не Ур-Намму, а його сина Шульгі (хоча ім'я Ур-Намму згадується в тексті кілька разів, а Шульгі — жодного разу; також потрібно врахувати, що одна з датіровочних формул Ур-Намму говорить: "Рік, коли Ур-Намму встановив правосуддя в країні "). Також, можливо, що обидва царя брали участь у судових реформах — Ур-Намму поклав цьому основу, а Шульги — навів законодавство до остаточного вигляду.
Ця збірка законів — найдавніший з виявлених до 21 сторіччя. Правовий кодекс Ур-Намму був спочатку, як вважають дослідники, вибитий на кам'яній стелі, подібно до тієї, на якій трьома століттями пізніше були написані закони Хаммурапі. Але в новітньому часі знайдена не оригінальна стела і навіть не сучасна її копія, а глиняні таблички, котрі дуже погано збереглися, виготовлені кілька століть потому (в старовавилонський період). Спочатку була знайдена табличка в Ніппурі. Текст на ній був поділений древнім переписувачем на вісім колонок, чотири на лицьовій стороні і чотири на зворотній. Кожна колонка містила близько сорока п'яти невеликих регулярних абзаців, з яких піддаються прочитанню менше половини. Повному прочитанню піддалися тільки п'ять параграфів законів. Зворотний бік містить довгий пролог, зрозумілий тільки частково, тому що весь текст покритий численними тріщинами. Пізніше були знайдені фрагменти табличок з законами Ур-Намму в Урі і Сіппарі. Завдяки додаванню всіх п'яти фрагментів цих табличок вдалося прочитати майже 40 з, вважають, 57 законів, які включав текст.
Згідно дослідників цього часу, до 2000 до н. е. принципи «око за око» та «зуб за зуб» в ряді законів Ур-Намму поступилися місцем гуманнішому підходу, коли як покарання стягувався грошовий штраф.

З прологу законів стає відомо, що Ур-Намму реорганізував армію і податкову систему, він покінчив з рядом найхарактерніших бюрократичних зловживань, він стежив за тим, щоб«сироті не довелося просити у багатого», «вдові не довелося просити у можновладця», «людині з одним шекелем (сиклів) не довелося просити у людини з одного міною (60 шекелів)». Ур-Намму врегулював систему ваг і мір, щоб забезпечити чесність на ринках: 
« Він зробив бронзову міру в 1 ка (0,84 л), гирю в одну міну (496 г) він затвердив, гирю в один шекель (8,3 г) він затвердив (стосовно) міні».

## Смерть Ур-Намму
Ур-Намму правив 18 років, включаючи ті сім, коли він був намісником Утухенгаля в Урі. Виходячи з твердження тексту на одній печатці, що «його кинули на полі битви, як розбитий посуд», Ур-Намму, ймовірно, загинув у битві з гутіями, які, незважаючи на переконливу перемогу Утухегаля, та й перемогу над ними самого Ур-Намму, продовжували докучати Шумеру протягом усього періоду правління III династії Ура.

## Зображення

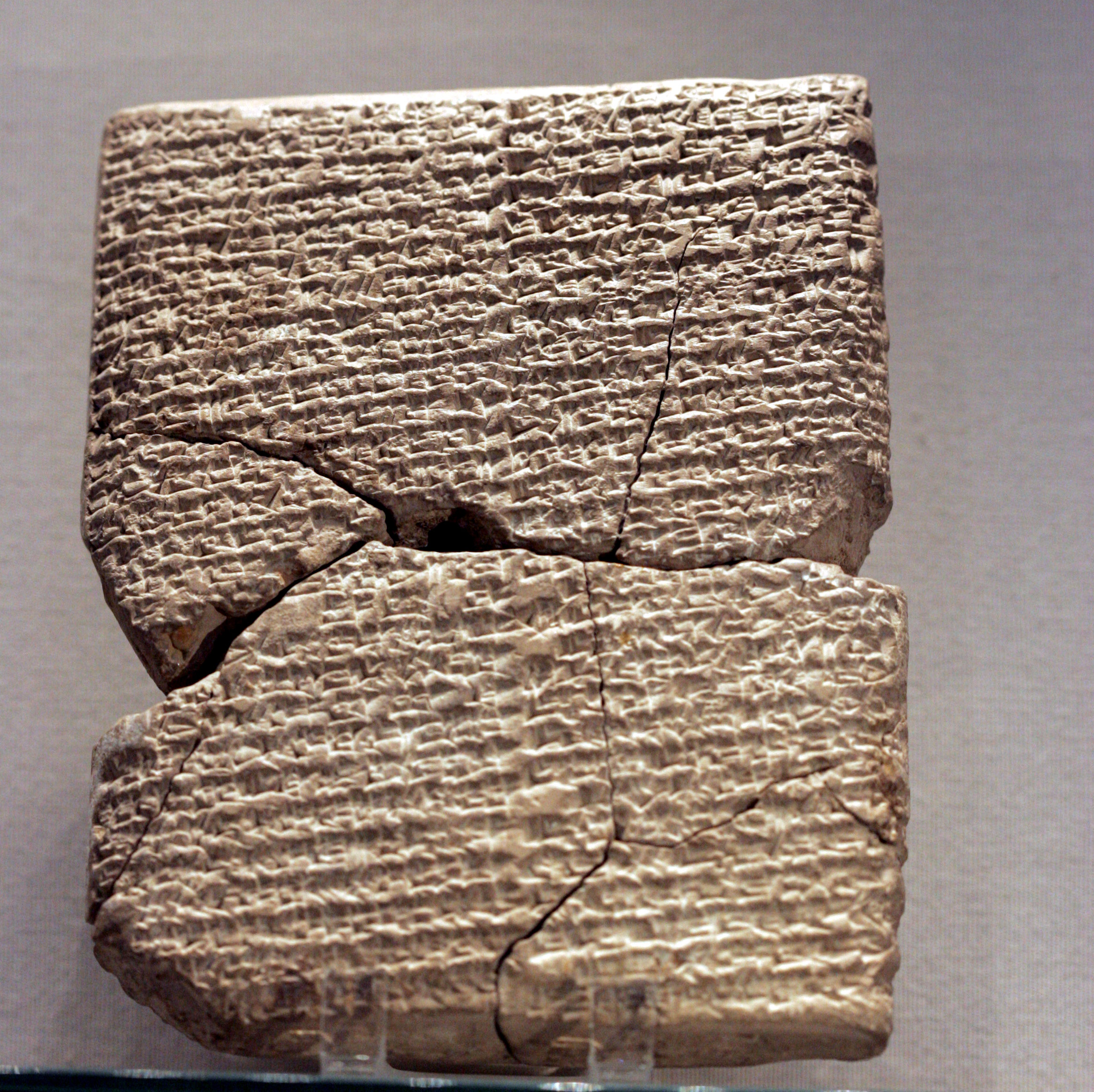
Шумерський хвалебний гімн Ур-Намму, царю Ура. Близько 2100 до н. е.. Глина. Париж. Лувр

Стела дійшла до новітніх часів у сильно зруйнованому вигляді. Вціліли лише уламки цієї плити з білого вапняку, а спочатку вона досягала 3 м у висоту і 1,5 м завширшки. Стела була розділена на п'ять горизонтальних рядів. Верхній ряд являє собою горельєф, який зображає (символічно) сонце і місяць. Нижче цар Ур-Намму звертається з молитвою до небес, а звідти до нього поспішають крилаті люди з ємностями в руках, повними «води життя». Наступні три ряди стели присвячені будівництву зиккурату. Ур-Намму представлений тут двічі: на першому горельєфі він стоїть, повернувшись праворуч, перед сидячим богом Нанною та здійснює узливання — наливає воду у високий глечик, на другому — Ур-Намму робить те ж саме, стоячи перед дружиною Нанни, богинею Нінгаль, але повернувшись вліво. Ця сцена, імовірно, відображає той момент, коли боги спонукають царя будувати храм. У наступному ряду є можливим розрізнити тільки царя, що несе на плечах кошик з будівельними інструментами. Йому допомагає слуга, що йде ззаду. Ще нижче видно сходи.
Текст хвалебного гімну починається з похвали місту Уру і його храмам: «місто сприятливої долі, благородний престол царів, княже місто Шумера, побудований в чистому місці…» І триває з самовихваляння царя, улюбленого богами з моменту свого народження: «Уту, що вклав слова в його уста.» Далі йде перерахування якостей царя: «захисник (свого) міста», соціальний реформатор (він «усунув зло і зміцнив правосуддя»), «гарант родючості та достатку для (свого) народу, худоби і полів», що виконує військові та релігійні функції: «Я Ур-Намму, пастир, чиє життя нагорода для Нанна, побудував храм…» Гімн закінчується нагадуванням про божественне походження царя: «небесне, царство впало на мене».